# Daniel Szymkiewicz
Daniel Szymkiewicz (Danzica, 2 novembre 1994) è un cestista polacco.

## Palmarès
- Coppa di Polonia: 4

Trefl Sopot: 2012
Rosa Radom: 2016
Stal Ostrów: 2019
Zielona Góra: 2021
- Supercoppa polacca: 2

Rosa Radom: 2016
Zielona Góra: 2020